# Sarah Clarke
Sarah Lively Clarke (St. Louis, Misuri; 16 de febrero de 1972), más conocida como Sarah Clarke, es una actriz estadounidense. Entre sus trabajos destaca Nina Myers en la serie de televisión 24 y también su papel de Renée Dwyer, la madre de Bella Swan, en la película Crepúsculo, así como McGuire Erin en el programa de televisión de corta duración, Trust Me.

## Biografía
Clarke nació en San Luis, Misuri, hija de Carolyn, una ama de casa, y Ernest Clarke, un ingeniero.
Asistió a la escuela John Burroughs en San Luis (Misuri) y la Universidad de Indiana, donde estudió Bellas Artes e italiano. Mientras estudiaba en la UI, Clarke se convirtió en un miembro de la hermandad Kappa Alpha Theta. Ella se inició en el capítulo Beta en 1990.
Sarah comenzó a interesarse en la actuación mientras estudiaba en el extranjero durante su último año en Bolonia, Italia. A su regreso a los Estados Unidos, empezó a estudiar fotografía de la arquitectura. Recibió clases de actuación gratis a cambio de tomar fotografías de un centro cultural de artes, y estudió interpretación en la Circle in the Square Theatre School, la Compañía de Teatro del Eje y la Compañía de Teatro Cabaña de Sauce.

## Carrera
Clarke comenzó su carrera como actriz con una aparición en un premiado comercial de Volkswagen en 1999. En el año 2000 consiguió un papel en el cortometraje Pas de deux y recibió un Premio al Mejor Intérprete en el Festival de Cine de Brooklyn. La carrera de Sarah pronto floreció con papeles de menor importancia en películas como All About George en el 2000 y The Accident en el año 2001, al igual que en series como Ed y Sexo en Nueva York.
En 2001, audicionó para el papel de agente de la UAT Nina Myers para 24, obteniendo el papel en el día que comenzaba el rodaje. El departamento de vestuario no tuvo tiempo para su ajuste, por lo que tuvo que llevar su propio equipo durante toda la temporada de la filmación. En sus tres temporadas con el espectáculo, apareció en un total de 36 episodios. Sarah ganó un Golden Satellite Award a la Mejor Actuación como Actriz Secundaria en Serie dramática. Sarah también presto su voz como su personaje, Nina, para 24: The Game.
Clarke ha actuado como actriz invitada en House y también en Life. En 2008 consiguió el papel de Renée Dwyer, madre de Bella Swan, en Crepúsculo película basada en el bestseller La Saga Crepúsculo de la escritora Stephenie Meyer. Sarah aceptó un papel de liderazgo en la nueva serie de TNT Trust Me, junto a Eric McCormack y Cavanagh Thomas. La serie se estrenó el 26 de enero de 2009 a críticas positivas, aunque fue cancelada después de una temporada debido a la disminución de calificaciones. En 2010 y 2011, Clarke repitió su papel como Renée Dwyer en Eclipse y Breaking Dawn - Part 1, la segunda y tercera películas de la Saga Crepúsculo.

## Vida personal
Sarah conoció a su marido, el también actor Xander Berkeley, en el set de grabación de 24 (él interpretaba el papel de George Mason, su supervisor). Se casaron en septiembre de 2002, un año después de que se conocieran. Tienen dos hijas: Olwyn Harper (nacida en septiembre de 2006) y Rowan (nacida en marzo de 2010).

## Filmografía
| Año       | Película                                  | Rol                     | Tipo                     | Notas                      |
| --------- | ----------------------------------------- | ----------------------- | ------------------------ | -------------------------- |
| 2000      | Pas de deux                               | La payasa               | Película                 |                            |
| 2000      | All About George                          | Catherine               | Película                 |                            |
| 2000      | Sex and the City                          | Melinda Peters          | Serie de televisión      | 1 episodio                 |
| 2001      | 24                                        | Nina Myers              | TV serie                 | 36 episodios (2001–2004)   |
| 2001      | The Accident                              | Reeny                   | Película                 |                            |
| 2001      | Ed                                        | Kara Parsons            | Serie de televisión      | 1 episodio                 |
| 2002      | Emmett's Mark                             | Sarah                   | Película                 |                            |
| 2003      | Thirteen                                  | Birdie                  | Película                 |                            |
| 2003      | The Third Date                            | Katrina                 | Película                 |                            |
| 2003      | Karen Sisco                               | Barbara Simmons         | Serie                    | 1 episodio (sin acreditar) |
| 2004      | Below the Belt                            | Portavoz de la compañía | Película                 |                            |
| 2005      | Happy Endings                             | Diane                   | Película                 |                            |
| 2005      | House M.D.                                | Carly Forlano           | Serie de televisión      | 1 episodio                 |
| 2005      | Psychic Driving                           | Selma                   | Película                 |                            |
| 2005      | E-Ring                                    | Esposa de Jim           | Piloto no emitido        |                            |
| 2005      | Las Vegas                                 | Olivia Duchey           | Serie de televisión      | 2 episodios                |
| 2006      | A House Divided                           | Jackie                  | Película                 |                            |
| 2006      | 24: The Game                              | Nina Myers              | Videojuego               | Voz                        |
| 2006      | Commander in Chief                        | Christine Chambers      | Serie de televisión      | 1 episodio                 |
| 2006      | The Lather Effect                         | Claire                  | Película                 |                            |
| 2007      | Alibi                                     | Sarah Winters           | Película para televisión |                            |
| 2007      | The Colony                                | Olga                    | Película                 |                            |
| 2007      | Life                                      | Mary Ann Farmer         | Serie de televisión      | 1 episodio                 |
| 2008      | Crepúsculo                                | Renée Dwyer             | Película                 |                            |
| 2008      | The Cleaner                               | Lauren Keenan           | Serie de televisión      | 1 episodio                 |
| 2008      | Wainy Days                                | Rebecca                 | TV serie                 | 1 episodio                 |
| 2009      | Women in Trouble                          | Maxine McPherson        | Película                 |                            |
| 2009      | Trust Me                                  | Erin McGuire            | Serie de televisión      | 13 episodios               |
| 2009      | Bedrooms                                  | Janet                   | Película                 |                            |
| 2010      | Men of a Certain Age                      | Dori                    | TV serie                 | 4 episodios                |
| 2010      | The Twilight Saga: Eclipse                | Renée Dwyer             | Película                 |                            |
| 2010      | Below the Beltway                         | Anne                    | Película                 |                            |
| 2010      | The Booth at the End                      | Sister Carmel           | Web serie                | 5 episodios                |
| 2011      | The Twilight Saga: Breaking Dawn - Part 1 | Renée Dwyer             | Película                 |                            |
| 2011-2012 | Nikita                                    | Katya Udinov            | Serie de televisión      | 3 episodios                |
| 2012      | Covert Affairs                            | Lena Smith              | Serie de televisión      | 6 episodios                |
| 2012      | The Twilight Saga: Breaking Dawn - Part 2 | Renee Dwyer             | Película                 | ' '                        |
| 2013      | The Tomorrow People                       | Marla Jameson           | Serie de televisión      |                            |

## Premios y nominaciones
| Año  | Premio                     | Categoría | Trabajo | Resultado |
| ---- | -------------------------- | --- | ------- | --------- |
| 2003 | Satellite Awards           | Mejor Actuación por una Actriz en un Papel Secundario en una serie, Drama                                                                           | 24      | Ganadora  |
| 2003 | Screen Actors Guild Awards | Mejor Interpretación de un Reparto en una serie dramática (Compartido con el elenco Reiko Aylesworth, Xander Berkeley, Carlos Bernard, entre otros) | 24      | Nominada  |

- Datos: Q234809
- Multimedia: Sarah Clarke / Q234809